# Valeria Baroni
Valeria Soledad Baroni (6 de outubro de 1989, Buenos Aires, Argentina), é uma atriz, cantora e dançarina argentina. Ela é mais conhecida por apresentar o Zapping Zone, programa que foi transmitido para toda a América Latina pelo Disney Channel. 
Sua paixão pela música, o canto, a dança e o teatro trouxe-a para participar do High School Musical: O Desafio, uma versão local do americano High School Musical, onde atuou como uma das personagens principais.

## Carreira
Em 2007, Baroni foi selecionada para participar do reality show High School Musical: A Seleção, um programa que continha os atores que faziam parte da versão local do musical High School Musical. O referido reality show foi transmitido na Argentina, no Canal 13 e no Disney Channel. Foi assim que Valéria se tornou uma das oito finalistas e participou das turnês e apresentações por todo o país. Graças a isso, fez parte do elenco de High School Musical: El Desafío, primeiro filme produzido na Argentina pelo selo Walt Disney Pictures.
Baroni estuda comédia musical, canto e dança desde os 9 anos, além de frequentar uma escola de orientação artística, frequentando aulas obrigatórias de teatro, música e plástica. O mais notável durante sua infância foi a capacidade de adquirir a sabedoria e a experiência que lhe foram incutidas por seus professores, nas escolas argentinas de Julio Bocca e Ricky Pashkus . Estrelou diversas comédias musicais como Saltibanquis (2000), La Canasta (2001) e Uma História de Natal (2003). Em 2001, aos doze anos, foi a vencedora do Primeiro Concurso Aberto de Canto organizado por Ricky Pashkus e Julio Bocca. Nesse mesmo ano, foi chamada para fazer parte da turma sub-16 da escola Julio Bocca , com quem se apresentou no Teatro Maipo.
Durante 2005 e 2006, realizou diversos anúncios gráficos e televisivos, continuando os seus estudos em canto e comédia musical. Em 2009, Baroni assumiu o papel de apresentadora do Zapping Zone, uma produção original do Disney Channel que foi transmitida de Buenos Aires, para Argentina, Colômbia, Venezuela, Bolívia, Chile, Costa Rica, Honduras, Guatemala, El Salvador, Panamá, Paraguai, Peru, Uruguai, Equador, México e Nicarágua. Valéria continuou hospedando o Zapping Zone até 2012, ano em que o programa terminou.
Em 2010 foi gravada e exibida a série Highway: Rodando la Aventura, onde Valéria foi uma das protagonistas. Em 2011, foi ao ar o Disney's Friends for Change Games, do qual Valéria participou. Ela fez parte do Time Verde, composto por Adam Hicks, David Henrie, Sterling Knigh, Ryan Ochoa, Bella Thorne, Eva Ottino, Paula Dalli e seu capitão Brandon Smith. Nesse mesmo ano, ela apareceu como artista convidada em When the Bell Rings e no videoclipe de Bridgit Mendler, We Can Change the World .
Em novembro de 2012, Valéria começou a gravar com o restante do elenco, para a segunda temporada de Violetta (que estreou em 29 de abril de 2013) como "Lara". Durante 2013 fez diversas aparições no Disney Channel, promovendo Violetta 2. Em 2014 lançou o corte musical com o jovem paraguaio Ivan Zavala chamado Ainda estou te esperando, que ficou nos primeiros lugares das rádios paraguaias. Essa dupla fez diversas aparições e apresentações na televisão paraguaia, no Disney Channel, rádios e teatros.
Em setembro de 2014 começou a gravar seu primeiro álbum solo com o produtor musical Juan Blas Caballero pela gravadora Larala Music. Durante o ano de 2015, mudou-se para São Paulo, Brasil, para filmar a segunda temporada de Que Talento!, com uma personagem onde ela teve que aprender português para a versão brasileira, enquanto na versão latina foi ela mesma quem interpretou o dublagem. Em novembro de 2015 lançou seu primeiro álbum solo chamado Hoy, que está disponível no Spotify, iTunes e Amazon. No dia 15 de fevereiro de 2016, estreou na tela do Disney Channel a nova temporada de Que Talento! para a América Latina.
Ela estrelou no teatro de Buenos Aires (Calle Corrientes) o clássico Romeu e Julieta, uma história de rock com Sebastian Francini. No dia 13 de dezembro de 2016 apresentou seu álbum HOY no teatro Sony de Palermo.
De 2017 a 2018, apresentou o Disney Planet News, ao lado do ator brasileiro Bruno Heder. Uma das novidades é que Valeria hospeda o segmento tanto na versão latino-americana, em espanhol, quanto na que sai no Brasil (em português). Nesta ocasião, seguindo as tendências atuais, Valéria esteve envolvida desde o início no desenvolvimento da sua imagem, pelo que todo o seu estilo a representa.

## Filmografia

### Cinema
| Ano  | Título                         | Personagem | Produtor               |
| ---- | ------------------------------ | ---------- | ---------------------- |
| 2008 | High School Musical: O Desafio | Valéria    | A Walt Disney Pictures |

### Televisão
| Ano       | Título                         | Personagem       | Notas                                 |
| --------- | ------------------------------ | ---------------- | ------------------------------------- |
| 2007      | High School Musical: A Seleção | Ela Mesma        | Participante e parte dos 8 finalistas |
| 2009–2012 | Zapping Zone                   | Co-Apresentadora |                                       |
| 2010      | Highway: Rodando la Aventura   | Valeria          | Papel principa                        |
| 2011      | Cuando Toca la Campana         | Michelle         | Participação especial                 |
| 2013      | Violetta                       | Lara Jiménez     | Recorrente (2ª Temporada)             |
| 2013      | The U-Mix Show                 | Ela Mesma        |                                       |
| 2016      | Que Talento!                   | Victoria         | Elenco principal (3ª Temporada)       |
| 2017–2018 | Disney Planet News             | Apresentadora    |                                       |